# Tmarus schoutedeni
Tmarus schoutedeni là một loài nhện trong họ Thomisidae.
Loài này thuộc chi Tmarus. Tmarus schoutedeni được miêu tả năm 1955 bởi Comellini.